# Bunker an der Haltenhoffstraße

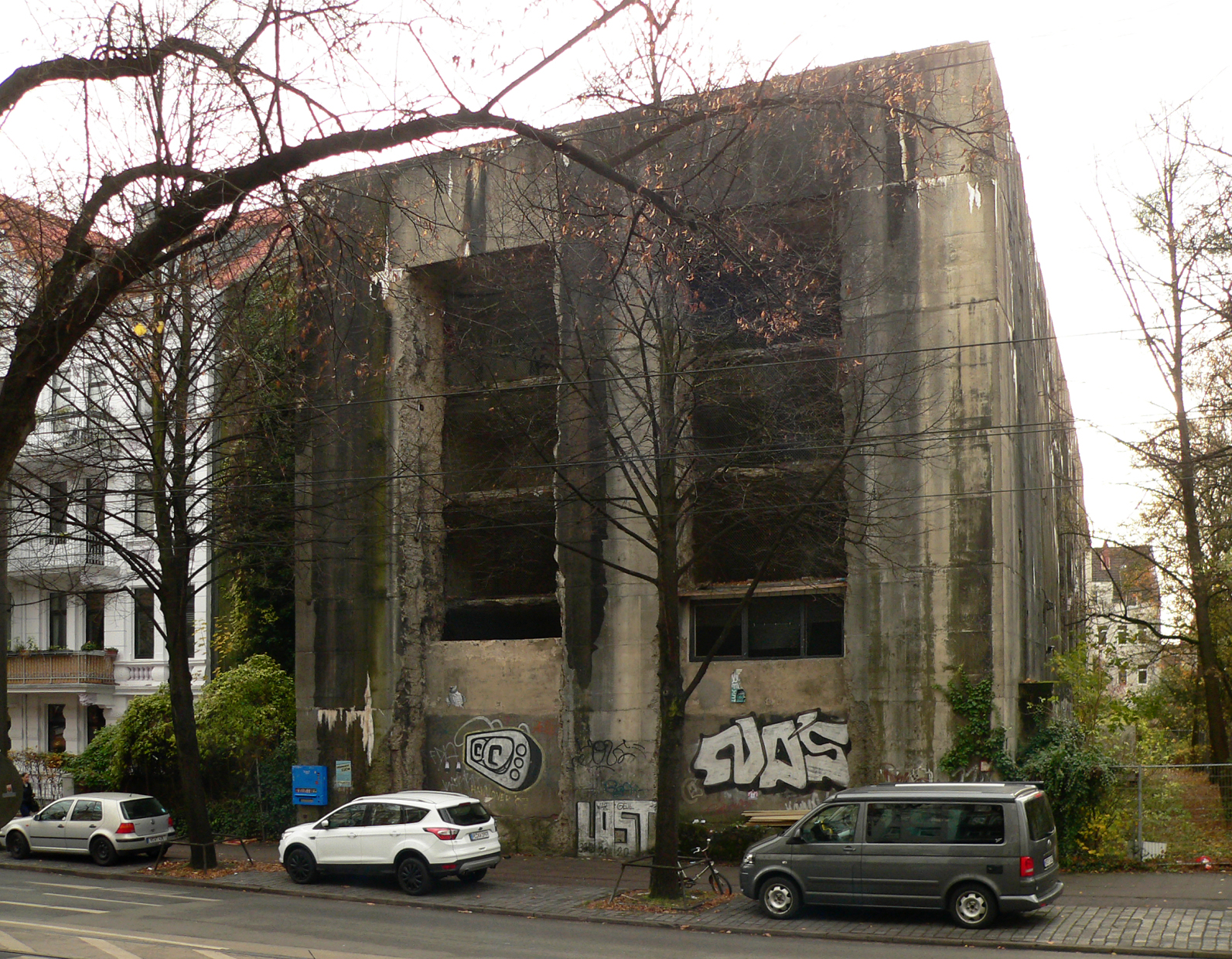
Bunker an der Haltenhoffstraße

Der Bunker an der Haltenhoffstraße in der Nordstadt von Hannover ist ein Luftschutzbunker aus der Zeit des Zweiten Weltkrieges. Er wurde im Jahr 1942 erbaut und diente dem Schutz der Bevölkerung vor den Luftangriffen auf Hannover. Die Errichtung erfolgte ohne Baugenehmigung und unter Verstoß gegen die damals gültigen Abstandsregeln. Der Hochbunker mit seinen 2,5 Metern starken Außenmauern hat die Ausmaße 50 × 16 m und bot bei Fliegeralarm Schutzsuchenden Zuflucht auf 6 Ebenen.
In der Nachkriegszeit wurde der massive Schwarzbau entfestigt. Direkt neben Einschusslöchern wurden große Öffnungen in die Außenwände gesprengt, doch die Demontage wurde nach kurzer Zeit eingestellt. Seitdem klaffen 12 Meter hohe und vier Meter breite Öffnungen in dem Betonklotz.
Geplant war unter anderem die Umnutzung des Gebäudes zu einem Medienzentrum mit Atelier- und Übungsräumen beispielsweise für Musiker. Doch der Versuch misslang; die Umnutzung wurde aufgrund des Einspruchs der Anwohner gerichtlich untersagt.